# Бабка (приток Галки)
Бабка или Баба (укр. Бабка, Баба) — правый приток реки Галка, протекающий по Нежинскому району (Черниговская область Украины).

## География
Длина — 39, 35,2 км. Площадь бассейна — 437 км². Русло реки (отметки уреза воды) в среднем течении (село Сальное) находится на высоте 127,6 м над уровнем моря.
Русло на протяжении всей длины выпрямлено в канал (канализировано), шириной 8-13 м и глубиной 1-3,5 м (ширинка и глубина уменьшаются от истока к устью). Является магистральным каналом и служит водоприёмником осушительной системы. Русло урегулировано гидротехническими сооружениями. На реке нет прудов.
Река берёт начало возле села Горбачи (на территории бывшего Бобровицкого района). Река течёт на юго-восток — по территории бывших Бобровицкого, Носовского и Нежинского районам. Впадает в реку Галка в селе Галица (на территории бывшего Нежинского района).
Пойма занята заболоченными участками с лугами и кустарниками.
Притоки: безымянные ручьи

## Населённые пункты
Населённые пункты на реке (от истока к устью):
1. Горбачи
2. Коломийцевка
3. Калиновка
4. Ровчак-Степановка
5. Сальное
6. Галица